# Ostbahn (Generalgouvernement)
Die Ostbahn war die Staatsbahn des Generalgouvernements während des Zweiten Weltkrieges von 1939 bis 1945. Häufig wird sie als Bestandteil der Deutschen Reichsbahn betrachtet. Tatsächlich gab es auch mehrere Versuche, die Ostbahn in die Deutsche Reichsbahn einzugliedern. Trotz aller Zusammenarbeit mit der Deutschen Reichsbahn blieb die Ostbahn jedoch stets eigenständig und unter wirtschaftlicher Kontrolle des Generalgouverneurs Hans Frank.

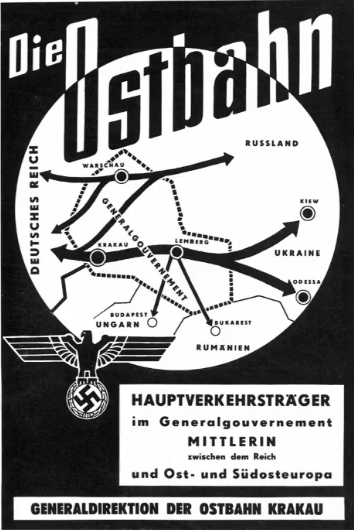
Hauptverkehrsträger im Generalgouvernement, Generaldirektion der Ostbahn Krakau, Original-Werbung/Anzeige 1942

## Geschichte
Nach dem deutschen Überfall auf Polen im Jahre 1939 wurde auf dem Gebiet zwischen den neu festgelegten Grenzen des Deutschen Reiches und der UdSSR das von Deutschland kontrollierte Generalgouvernement gegründet, worauf am 27. November 1939 die Ostbahn gegründet wurde. Basis dafür war die an diesem Tag herausgegebene „Verordnung über die Eisenbahnen in den Ostgebieten“. Die Bahnen in den bis 1919 deutschen Gebieten Polens sowie den weiteren, als Teil der Reichsgaue Wartheland und Danzig-Westpreußen annektierten polnischen Gebieten wurden dagegen als neue Reichsbahndirektionen in Posen und Danzig organisiert und in die Reichsbahn integriert.
Da die polnischen Truppen einen großen Teil der Bahnanlagen bei ihrem Rückzug zerstört hatten, war der Wiederaufbau der Tätigkeitsschwerpunkt in der Anfangszeit, wobei eng mit der Wehrmacht und der Deutschen Reichsbahn zusammengearbeitet wurde. Parallel wurde der Betrieb wieder aufgenommen, wobei jedoch der Personenverkehr einen recht geringen Anteil ausmachte. Für die Besetzung sämtlicher Führungspositionen auf allen Ebenen und später auch teilweise der Lokomotivführerstellen wurden „Volksdeutsche“ rekrutiert – zu einem großen Teil aus Österreich. Polen durften nur Funktionen ohne Entscheidungsbefugnisse bei der Ostbahn ausüben.
Nach dem deutschen Angriff auf die Sowjetunion 1941 erweiterte sich das Generalgouvernement und damit auch die Ostbahn in Richtung Osten. Dabei wurde der Teil des eroberten Gebietes übernommen, der vor der Übernahme durch die Sowjetunion 1939 zu Polen und vor dem Ersten Weltkrieg zu Österreich-Ungarn gehört hatte. Da inzwischen die meisten Strecken und auch Fahrzeuge auf sowjetische Breitspur umgespurt worden waren, mussten sie nun zurückgespurt werden.
Der Fahrzeugpark, den die Ostbahn vollständig von den Polnischen Staatsbahnen (PKP) übernahm, bestand überwiegend aus ehemals preußischen und österreichischen und einigen ehemals sowjetischen Fahrzeugen. Darüber hinaus waren etliche polnische und US-amerikanische Neubaufahrzeuge vorhanden. Die ab 1941 von den Sowjetischen Eisenbahnen (SZD / СЖД) übernommenen Fahrzeuge waren überwiegend ebenfalls 1939 von den Polnischen Staatsbahnen übernommen worden. Darüber hinaus übernahm die Ostbahn kontinuierlich Neubaufahrzeuge der Deutschen Reichsbahn, die dementsprechend mit den während des Krieges hergestellten deutschen Fahrzeugen identisch waren. Des Weiteren fand ein reger Austausch von Fahrzeugen zwischen der Ostbahn und der Deutschen Reichsbahn statt. Auch französische Leihlokomotiven wurden bei der Ostbahn eingesetzt.
Die oberste Verwaltungsebene der Ostbahn war die Generaldirektion der Ostbahn, kurz Gedob genannt. Ihr Präsident war ab 1940 Adolf Gerteis. Die Gedob unterstand wie auch die Deutsche Reichsbahn dem Reichsverkehrsministerium. Auch die Verwaltungs- und Organisationsstrukturen der Ostbahn wurden schrittweise an die der Deutschen Reichsbahn angeglichen. Dies ging so weit, dass die Dampflokomotiven der Ostbahn ab 1941 Betriebsnummern aus dem Nummernsystem der Deutschen Reichsbahn erhielten. Dies alles geschah sehr wahrscheinlich in Vorbereitung einer geplanten Übernahme der Ostbahn durch die Deutsche Reichsbahn, die jedoch nie stattfand.
Mit dem Vorrücken der Roten Armee ab Sommer 1944 gelangte die Ostbahn zunehmend in den sowjetischen Einzugsbereich. Bis Ende Januar 1945 war das gesamte Generalgouvernement in sowjetischer Hand, womit auch die Existenz der Ostbahn endete. Nach Ende des Zweiten Weltkrieges wurde sie zwischen den wiedergegründeten Polnischen Staatsbahnen (PKP) und den Sowjetischen Eisenbahnen (SŽD / СЖД) aufgeteilt.

### Der Bezug zur Deutschen Reichsbahn
Die Deutsche Reichsbahn war die Staatsbahn des Deutschen Reiches und somit nur für die Bedienung des deutschen Reichsgebietes zuständig. Generalgouverneur Hans Frank erreichte es, dass die Ostbahn rechtlich außerhalb der Reichsbahn blieb und ein eigenes Sondervermögen des Generalgouvernements darstellte. Reichsverkehrsminister Julius Dorpmüller konnte es im Laufe des Krieges zwar erreichen, dass die Ostbahn die Reichsbahnorganisation übernahm, ansonsten blieb die Ostbahn aber ein weitgehend von der Reichsbahn unabhängiges Unternehmen. Sie war finanziell und wirtschaftlich vor allem dem Generalgouverneur verantwortlich, der dieses Machtinstrument nicht aus der Hand geben wollte. Die Reichsbahn hatte lediglich Rollmaterial zu stellen, soweit der von den PKP übernommene Fuhrpark nicht ausreichte. Ebenso stellte die Reichsbahn das Personal für alle Leitungsebenen, polnisches Personal durfte nur untergeordnete Positionen übernehmen. Die Fachaufsicht lag ebenfalls beim Reichsverkehrsminister, die Wirtschaftsführung wurde dagegen vom Generalgouvernement übernommen. Dies führte in der engen alltäglichen Zusammenarbeit immer wieder zu Reibungen und Kompetenzstreitigkeiten. Dorpmüller konnte sich langfristig bei Hitler nicht gegen Frank durchsetzen, auch wenn in den Folgejahren die betriebliche Steuerung mehr und mehr der Reichsbahn übertragen wurde.

## Bezeichnungen und Fahrzeugbeschriftungen

### Abkürzung
Oft wird das Kürzel Gedob synonym für die Ostbahn verwendet. Tatsächlich steht dieses jedoch für Generaldirektion der Ostbahn und somit nur für die oberste Führungsebene der Ostbahn, nicht aber für die Ostbahn als Ganzes. Eine offizielle Abkürzung der Ostbahn hat es nie gegeben.

### Fahrzeugbeschriftung
Anfangs wurden sämtliche Fahrzeuge lediglich mit dem zusätzlichen Schriftzug „Deutsch“ an den Seiten sämtlicher Fahrzeuge gekennzeichnet. Die restliche Beschriftung der Fahrzeuge blieb unverändert so, wie sie von den Polnischen Staatsbahnen übernommen worden waren. Erst ab Februar/März 1940 wurden auch die Polnischen Embleme und die Buchstaben „PKP“ entfernt. Bis dahin war die Beschriftung mit den durch die Deutsche Reichsbahn übernommenen Fahrzeugen identisch.
Ab März 1940 erhielten die Fahrzeuge im Generalgouvernement zusätzlich noch die Aufschrift „Ostbahn“. Später wurde dann der Schriftzug „Deutsch“ entfernt, sodass der Schriftzug „Ostbahn“ als einziges Eigentumsmerkmal erhalten blieb. 1941 wurde die Beschriftung der Dampflokomotiven der Ostbahn an die der Deutschen Reichsbahn angeglichen, wobei jedoch das Eigentumsmerkmal „Ostbahn“ blieb. Dabei wurden die Dampflokomotiven auch in das Betriebsnummernschema der Deutschen Reichsbahn aufgenommen.

### Ostbahnemblem
Das Emblem der Ostbahn zeigt den auf einem Lorbeerkranz mit Hakenkreuz stehenden Reichsadler mit ausgebreiteten Schwingen. Ergänzt wurde das Emblem um den Schriftzug Ostbahn, wobei Ost unterhalb des einen, bahn unterhalb des anderen Flügels, beide auf Höhe des Hakenkreuzes angeschrieben wurden.
Verwendung fand dieses Emblem nur bei sehr wenigen Fahrzeugen – vor allem bei den neu beschafften Lokomotiven der Baureihe 50.

### Nummerierungssysteme
Zusätzlich zu den Betriebsnummern erhielten ab 1941 alle Fahrzeuge bis auf Kleinlokomotiven eine Gattungsbezeichnung.
- polnisches Fahrzeugtypenschema für Dampflokomotiven
- Baureihenschema für Dampflokomotiven ab 1941

- Betriebsnummernschema für Reisezugwagen
- Betriebsnummernschema für Güterzugwagen

## Das Streckennetz
Auf mehrgleisigen Strecken der Ostbahn herrschte Rechtsverkehr; Signale standen üblicherweise rechts vom Gleis.

### Spurweiten
Die Regelspur von 1435 mm war die bei der Ostbahn vorrangig genutzte Spurweite.
1940 veranlasste die Deutsche Reichsbahn den Umbau von 16 ehemals polnischen Lokomotiven auf sowjetische Breitspur von 1524 mm, um den grenzüberschreitenden Verkehr mit der Sowjetunion zu bewältigen. Diese Lokomotiven waren bei der Ostbahn im Einsatz.
1941 übernahm die Ostbahn Teile der Sowjetischen Eisenbahnen (SZD / СЖД) die bis 1939 den Polnischen Staatsbahnen gehört hatten; diese waren überwiegend auf sowjetische Breitspur umgebaut worden. Die Ostbahn spurte sie allerdings wieder auf Regelspur zurück.
Die Ostbahn betrieb auch mehrere Schmalspurbahnen in den Spurweiten 760 mm, 750 mm und 600 mm. Darunter war auch die ehemals österreichische Schmalspurbahn Łupków–Cisna.

### Elektrischer Betrieb
Von den Polnischen Staatsbahnen (PKP) übernahm die Ostbahn das etwa 100 km lange Warschauer Netz, das zwischen 1933 und 1936 mit 3 kV Gleichstrom elektrifiziert worden war und mit 76 Triebzügen und 10 Elektrolokomotiven betrieben wurde. Ein weiterer Ausbau dieses Netzes erfolgte nicht.